# 小行星1934
小行星1934（1934 Jeffers）是一颗围绕太阳公转的小行星。1972年12月2日，阿諾德·克萊莫拉（Arnold Klemola）在汉密尔顿山发现了此天体。
該小行星以美國天文學家漢密爾頓·傑弗斯命名。
这颗小行星的绝对星等为294.90286等。